# Luca Beccaro (canoista)
Luca Beccaro (Monselice, 10 luglio 1997) è un canoista italiano, specializzato nel caiaco.

## Biografia
Ai mondiali velocità di Seghedino 2019 si è classificato al sesto posto nel K2 1000 metri, con il connazionale Samuele Burgo. Grazie a questo risultato si è qualificato per i Giochi olimpici estivi di Tokyo 2020.

## Palmarès
| Anno | Manifestazione | Sede             | Evento   | Risultato     | Prestazione | Note |
| ---- | -------------- | ---------------- | -------- | ------------- | ----------- | ---- |
| 2017 | Mondiali       | Pitești          | K4 1000m | 7º            | 2'56"946    |      |
| 2018 | Mondiali       | Montemor-o-Velho | K2 1000m | 6º (Finale B) | 3'36"108    |      |
| 2019 | Mondiali       | Seghedino        | K2 1000m | 6º            | 3'23"472    |      |